# Romika-Weg
| Romika-Weg         | Romika-Weg                              |
| ------------------ | --------------------------------------- |
| Romika-Weg         |                                         |
| Länge              | 11,8 Kilometer                          |
| Höhenlage          | 200 bis 340 m über NHN                  |
| Aufstieg           | 655 m                                   |
| Abstieg            | 655 m                                   |
| Gehzeit            | ca. 3,5 Stunden                         |
| Schwierigkeitsgrad | mittelschwer                            |
| Bundesland         | Rheinland-Pfalz                         |
| Region             | Landkreis Trier-Saarburg                |
| Gemeinden          | Gusterath, Gutweiler, Pluwig, Schöndorf |

Der Romika-Weg ist ein Premiumwanderweg und eine sogenannte Traumschleife am Saar-Hunsrück-Steig. Er hat eine Länge von 11,8 Kilometern und verläuft auf einer Höhe von etwa 200 bis 340 Meter über NHN.
Der Rundweg liegt bei den Orten Gusterath-Tal, Gusterath, Pluwig und Lonzenburg im Landkreis Trier-Saarburg in Rheinland-Pfalz.
Ein Start- und Zielpunkt (49° 42′ 30,3″ N, 6° 43′ 59,6″ O) ist das Gelände der ehemaligen Schuh-Fabrik Romika in Gusterath-Tal im mittleren Ruwertal. Der Weg führt zunächst am Waldbach entlang hinauf zur Grillhütte Gusterath und nach Gusterath, durch das Tal des Gusterather Waschbaches weiter zum Pluwiger Sportplatz, am Wilzenburger Waschbach und am Karl-May-Gelände vorbei zur Ruwer und über Raulsmühle am Starkelsgraben entlang nach Lonzenburg und von dort wieder hinunter nach Gusterath-Tal. Auf den Höhenabschnitten bietet er gute Fernsichten ins Ruwertal und in den Hochwald.
Der Romika-Weg wurde im Mai 2014 fertiggestellt. Das Deutsche Wanderinstitut e. V. hat ihn als Premiumwanderweg zertifiziert und mit 70 Erlebnispunkten bewertet.

## Bilder

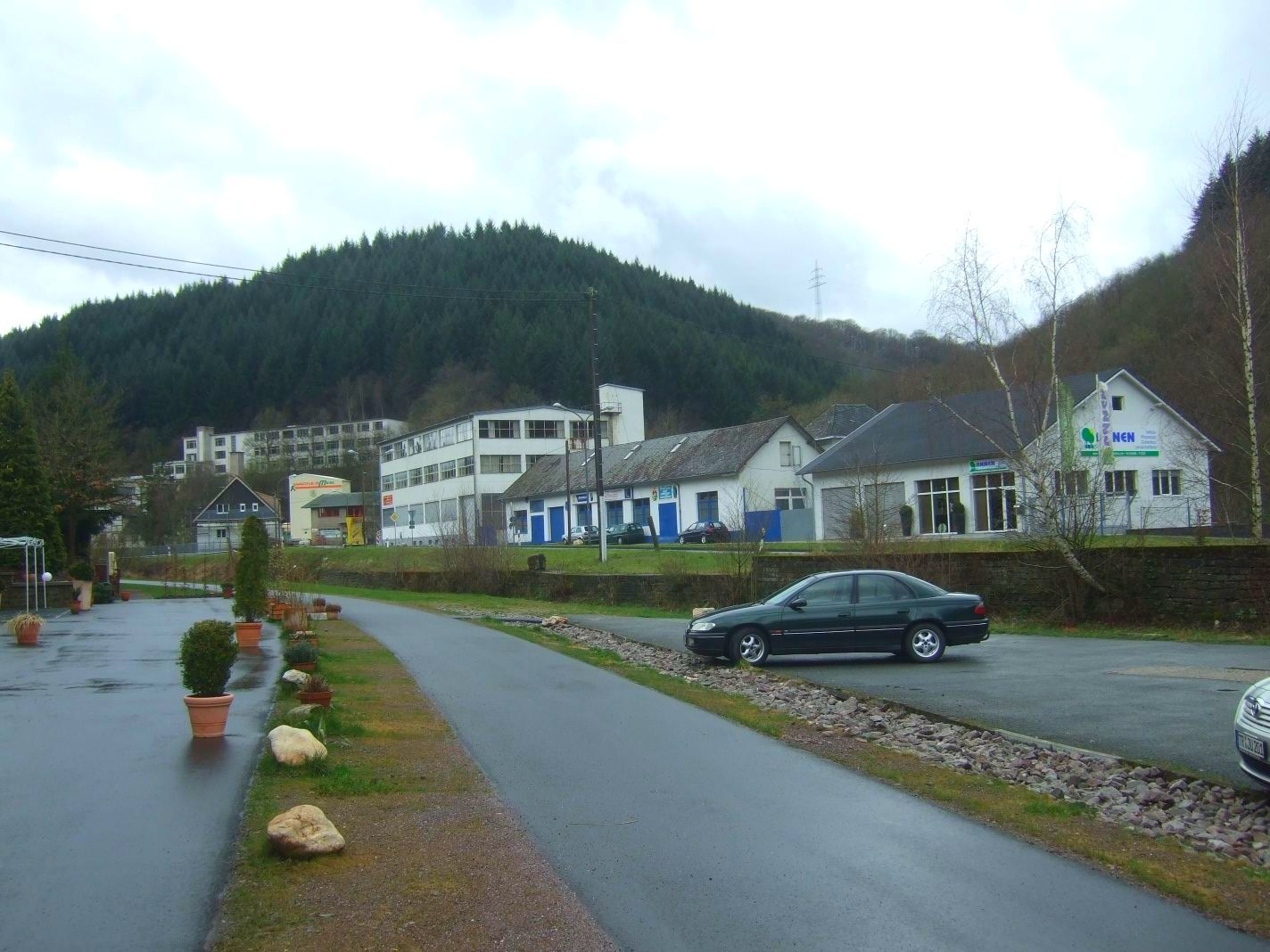
Gusterath-Tal
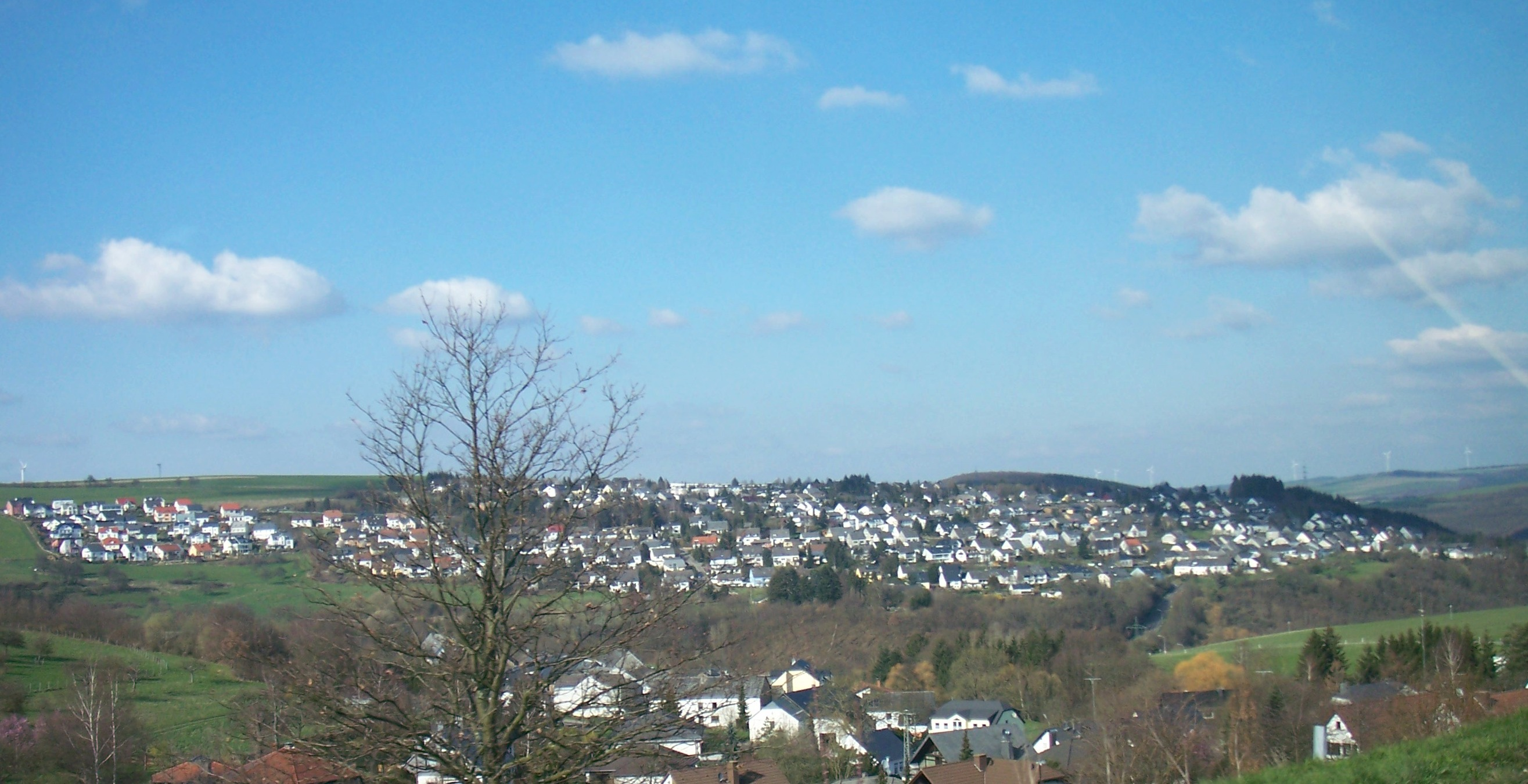
Gusterath
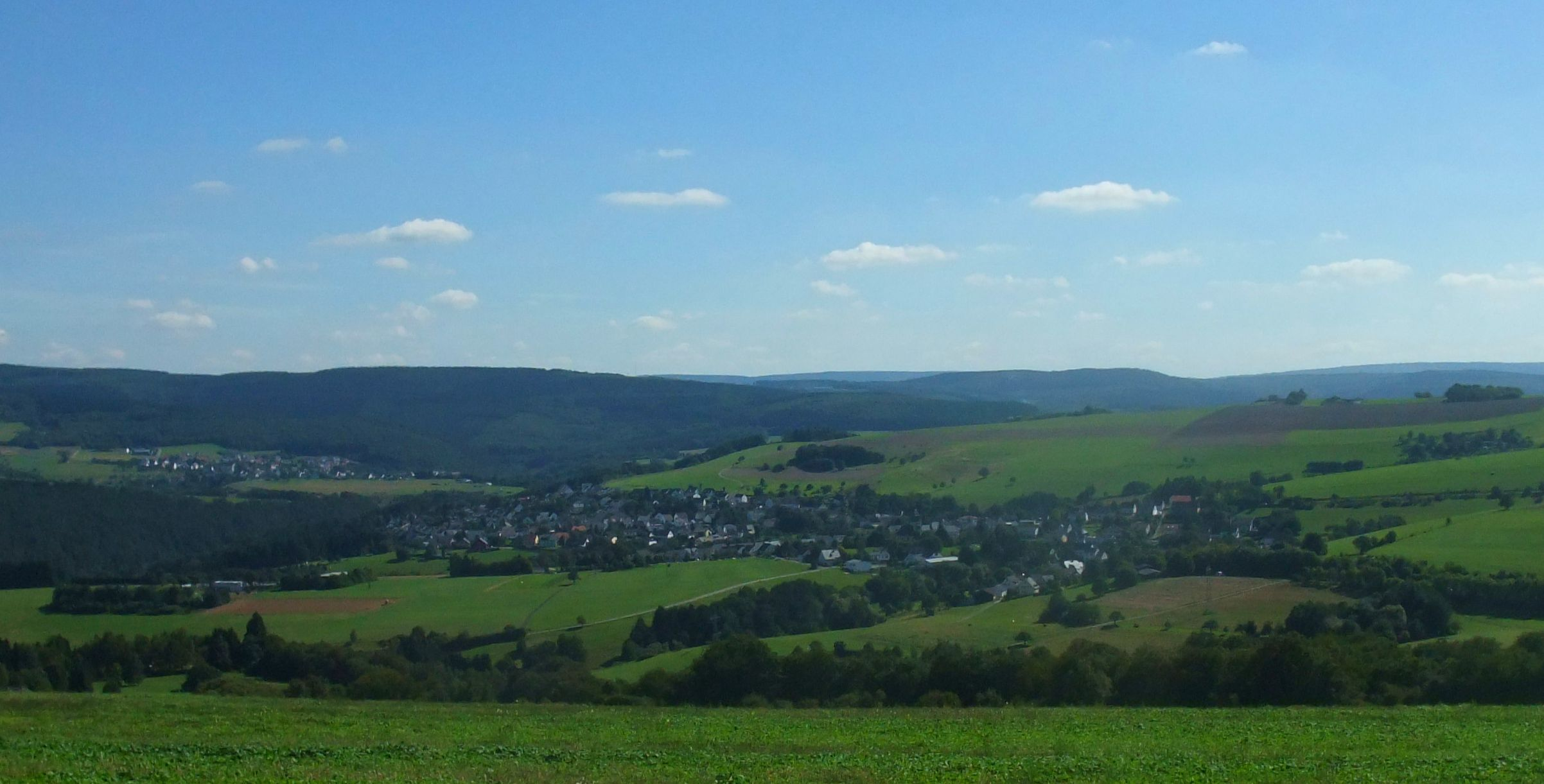
Pluwig
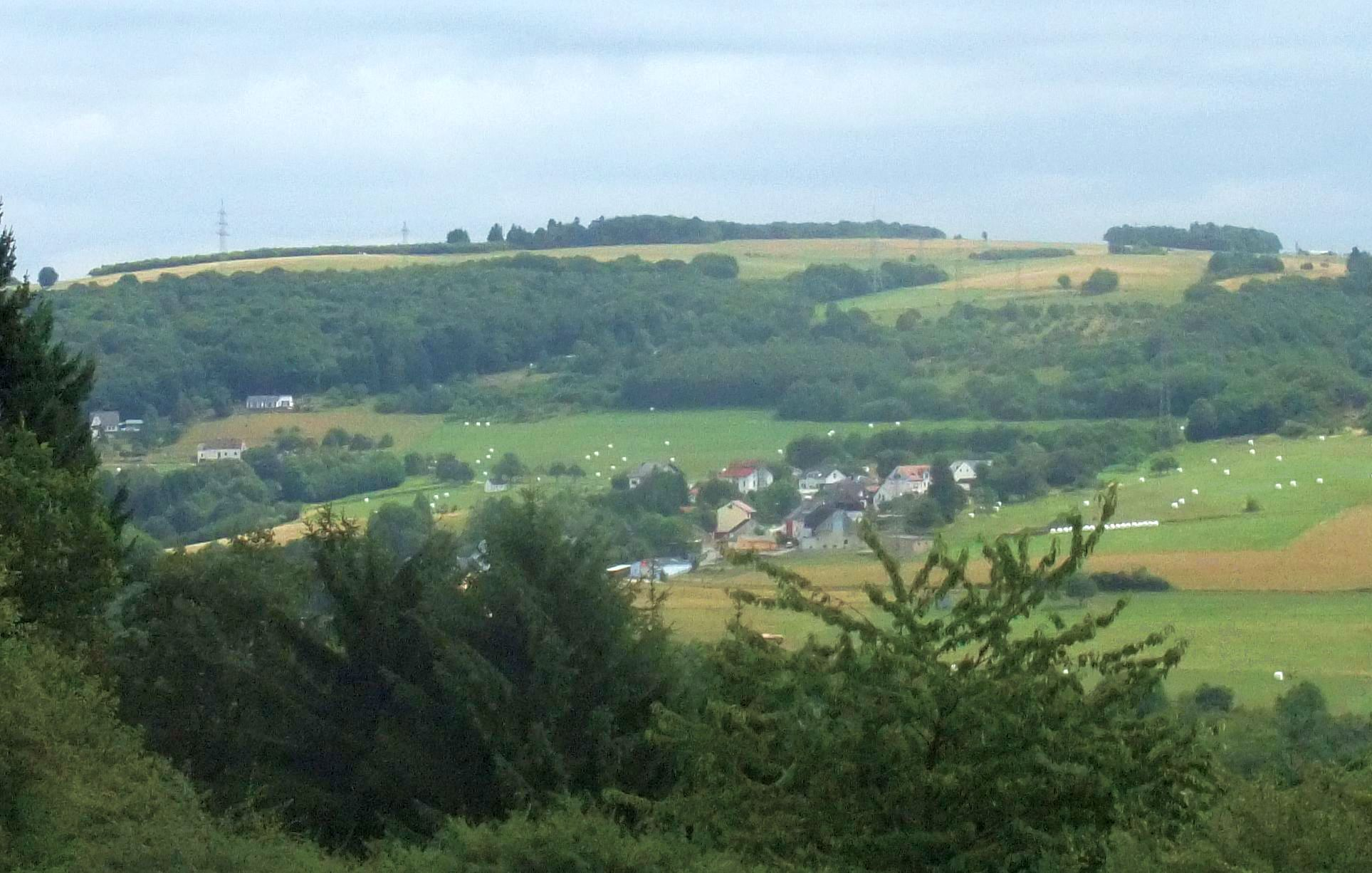
Lonzenburg
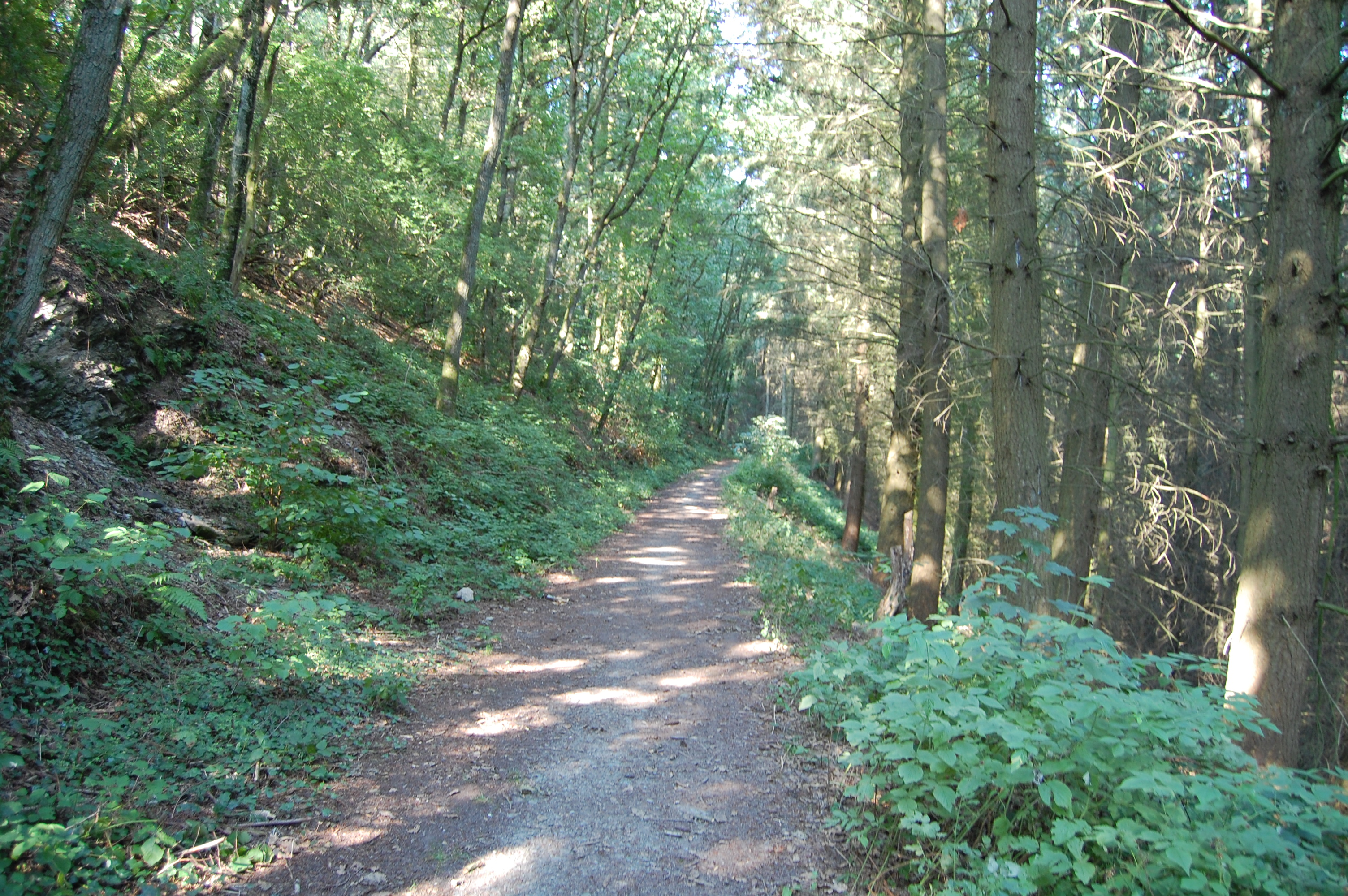
Waldweg zwischen Gusterath und dem Waldbach
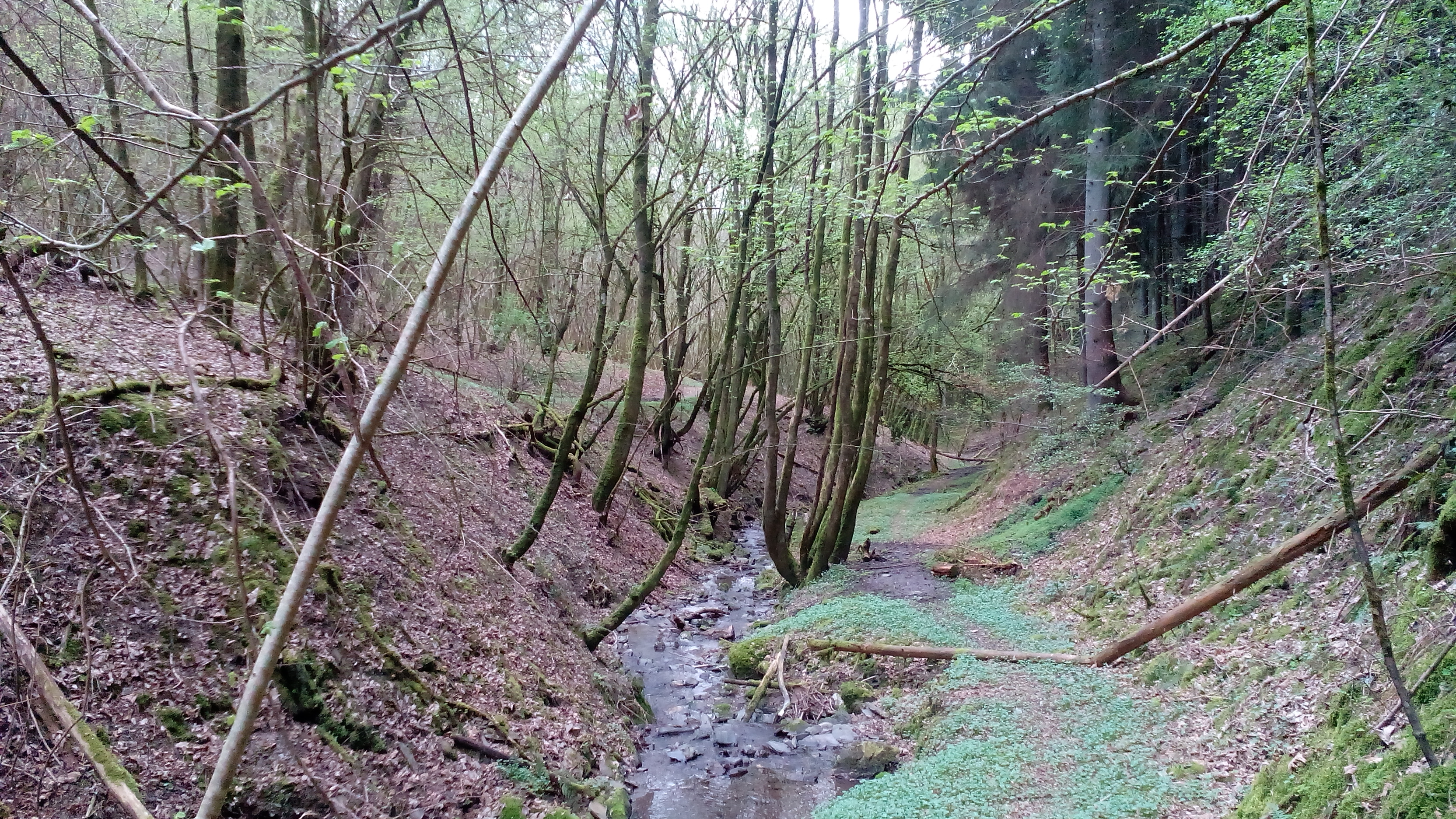
Im Tal des Gusterather Waldbaches